# Nyeja (Unzsa)
A Nyeja (oroszul: Нея) folyó Oroszország európai részén, a Kosztromai területen; az Unzsa jobb oldali mellékfolyója.

## Földrajz
Hossza: 253 km, vízgyűjtő területe: 6060 km², évi közepes vízhozama (a torkolattól 38 km-re): 45,5 m³/sec.
A Galicsi-hátságon, Zelencino falutól keletre ered. A Kosztromai terület központi vidékén folyik kezdetben kelet felé, majd Nyeja várostól dél felé. Makarjev város alatt, északnyugat felől ömlik az Unzsába. Novembertől áprilisig befagy.
Jelentősebb mellékvize a Nyelsa (114 km), mely északkelet felől, Nyeja városnál éri el a folyót.

## Települések
Felső folyásán, a bal parton fekszik Parfenyjevo falu, járási székhely. A legjelentősebb település a folyóról elnevezett város, Nyeja; hídján vezet keresztül a Kosztromai terület déli részét átszelő Buj–Kirov vasúti fővonal. 
Néhány km-rel a torkolat előtt épült a folyón átívelő legfontosabb közúi híd, mely a Kosztroma–Makarjev–Manturovo főút forgalmát biztosítja.